# Rio Logiya
O rio Logiya é um curso de água da região centro-leste da Etiópia, tem a sua origem no planalto etíope. Corre para o leste até encontrar o rio Awash, de que é um afluente. Encontra-se com este rio nas coordenadas de 11° 44'N 41° 0'E.